# 鈴木智美 (ゴルファー)
鈴木 智美（すずき ともみ、1951年6月12日 - ）は日本のプロゴルファー。

## 来歴
1974年にプロ入りし、1976年の阿蘇ナショナルパークオープンでは最終日に67のコースレコードをマークして、4アンダーで鈴木規夫の2位に入った 。
1980年のマレーシアダンロップマスターズでは最終日の18番で4mのバーディパットを沈めてルディ・ラバレス（ フィリピン）とのプレーオフに持ち込んだが、豪雨のためにプレーオフを断念せざるを得なくなり、ラバレスと共に優勝を分け合う。鈴木は最終日73で4日間合計290をマークし、賞金4500ドルを獲得。1976年・1977年の鈴木豊  以来3年ぶりとなる日本人の同大会優勝となったが、これが鈴木にとって国内外通じて唯一の優勝となった。
1980年のアジアサーキット・インドネシアオープンでは2日目にベストスコア64をマークして138で8位に上がり、3日目には68をマークして206で5位とし、最終日には白浜育男と共に2アンダー278で4位タイに入った。
1987年のマルマンオープンを最後にレギュラーツアーから引退し、2004年からは岩舟ゴルフ倶楽部（栃木県栃木市）の管理会社で代表取締役を務めた  。
現在は鹿沼プレミアゴルフ倶楽部総支配人。

## 主な優勝
- 1980年 - マレーシアダンロップマスターズ